# خفاش لب‌کوتاه
خفاش لب‌کوتاه یا شب‌پرک معمولی (نام علمی: Pipistrellus pipistrellus) گونه‌ای خفاش از تیره خفاش‌ناهیدیان با جثه کوچک است. این پستاندار در مناطق گسترده‌ای از قاره اروپا، ترکیه، ایران، آسیای مرکزی، هند و پاکستان، و شرق چین زندگی می‌کند.
طول سر و تنه این خفاش ۳۳ تا ۵۲ میلی‌متر است و دمش ۲۶ تا ۳۵ میلی‌متر اندازه دارد. وزن میانگین این خفاش میان ۳ تا ۸ گرم است.